# Amy (Name)
Amy ist ein vorwiegend im englischsprachigen Raum vorkommender weiblicher Vorname, sowie ein Familienname. Amy wird auch als Abkürzung des thailändischen Frauennamens Amonrat benutzt.
Der Name ist altfranzösischen und lateinischen Ursprungs (französisch aimer stammt vom lateinischen amare: „lieben“).

## Varianten
Eine alternative Schreibweise im Englischen ist Amie.
Aimée, Aimie; die Form Aimé (franz.) stellt den entsprechenden männlichen Vornamen dar.

## Namenstag
Namenstage sind der 20. Februar (Heilige Amata von Assisi) und der 21. November.

## Namensträger

### Vorname
- Amy Adams (* 1974), US-amerikanische Schauspielerin
- Amy Atkinson (* 1989), guamische Fußballspielerin und Leichtathletin
- Amy Brenneman (* 1964), US-amerikanische Schauspielerin
- Amy Carmichael (1867–1951), britische Missionarin und Autorin
- Amy Chua (* 1962), US-amerikanische Hochschullehrerin, Juristin und Publizistin
- Amie Comeaux (1976–1997), US-amerikanische Country-Sängerin
- Amy Cragg (* 1984), US-amerikanische Langstreckenläuferin
- Amy Diamond (* 1992), schwedische Sängerin
- Amy Dumas (* 1975), ehemalige US-amerikanische Wrestlerin
- Amy Grant (* 1960), US-amerikanische Sängerin
- Amy Gumenick (* 1986), schwedisch-US-amerikanische Schauspielerin
- Amy Hargreaves (* 1970), US-amerikanische Schauspielerin
- Amy Kuney (* 1985), US-amerikanische Musikerin
- Amy Lee (* 1981), US-amerikanische Sängerin, Pianistin und Songwriterin
- Amy London (* 1957), US-amerikanische Jazzsängerin
- Amy Lowell (1874–1925), US-amerikanische Frauenrechtlerin und Dichterin
- Amy Macdonald (* 1987), schottisch-britische Sängerin
- Amy Madigan (* 1950), US-amerikanische Schauspielerin
- Amy Pope (* 1974), US-amerikanische Juristin, Generaldirektorin der Internationalen Organisation für Migration
- Amy Price-Francis (* 1975), kanadische Schauspielerin
- Amy Ray (* 1964), US-amerikanische Singer-Songwriterin und Musikerin
- Amy Ryan (* 1969), US-amerikanische Schauspielerin
- Amy Ried (* 1985), US-amerikanische Pornodarstellerin
- Amy Robsart (1532–1560), englische Adelige
- Amy Sedaris (* 1961), US-amerikanische Schauspielerin und Komikerin
- Amy Smart (* 1976), US-amerikanische Schauspielerin
- Amii Stewart (* 1956), US-amerikanische Sängerin
- Amy Thomson (* 1958), US-amerikanische Schriftstellerin
- Amy Tryon (1970–2012), US-amerikanische Vielseitigkeitsreiterin
- Amy van Singel (1949–2016), US-amerikanische Radiomoderatorin und Musikjournalistin
- Amy Winehouse (1983–2011), britische Sängerin und Songschreiberin
- Amy Woodforde-Finden (1860–1919), englische Komponistin

### Familienname
- Curtis Amy (1929–2002), US-amerikanischer Tenor- und Sopransaxophonist
- Dennis Amy (1932–2016), britischer Diplomat
- George Amy (1903–1986), US-amerikanischer Filmeditor
- Gilbert Amy (* 1936), französischer Komponist
- Robert Amy (1904–1986), französischer Architekt, Bauforscher und Archäologe
- Susie Amy (* 1981), britische Schauspielerin

### Fiktive Person
- Amy Alden im Film Amy und die Wildgänse
- Amy Gray in der Fernsehserie Für alle Fälle Amy
- Amy March im Roman Little Women und mehreren Verfilmungen desselben
- Amy Farrah Fowler in der Serie The Big Bang Theory